# Wald nördlich Niederkaufungen
Wald nördlich Niederkaufungen este o arie protejată (arie specială de conservare — SAC, sit de importanță comunitară — SCI) din Germania întinsă pe o suprafață de 17,25 ha, integral pe uscat.

## Localizare
Centrul sitului Wald nördlich Niederkaufungen este situat la coordonatele 51°17′23″N 9°36′14″E / 51.2897°N 9.6039°E.

## Înființare
Situl Wald nördlich Niederkaufungen a fost declarat sit de importanță comunitară în noiembrie 2004 pentru a proteja 1 specie de animale. Situl a fost protejat și ca arie specială de conservare în martie 2008.

## Biodiversitate
Situată în ecoregiunea continentală, aria protejată conține 1 habitat natural: Păduri de fag Luzulo-Fagetum.
La baza desemnării sitului se află o specie protejată de  nevertebrate: rădașcă (Lucanus cervus).